# Dysphania siamensis
Dysphania siamensis là một loài bướm đêm trong họ Geometridae.